# 容基耶尔 (塔恩省)
容基耶尔（法語：Jonquières，法語發音：[ʒɔ̃kjɛʁ] ⓘ）是法国塔恩省的一个市镇，属于卡斯特尔区。

## 地理
容基耶尔（43°38'57"N, 2°7'32"E）面积12.2 平方千米，位于法国奧克西塔尼大區塔恩省，该省份为法国南部内陆省份，北起顺时针与阿韦龙省、埃罗省、奥德省、上加龙省和塔恩-加龙省接壤。
与容基耶尔接壤的市镇（或旧市镇、城区）包括：卡尔布、卡斯特爾、屈克、洛特雷克、蒙皮尼耶、阿古河畔维耶尔米。

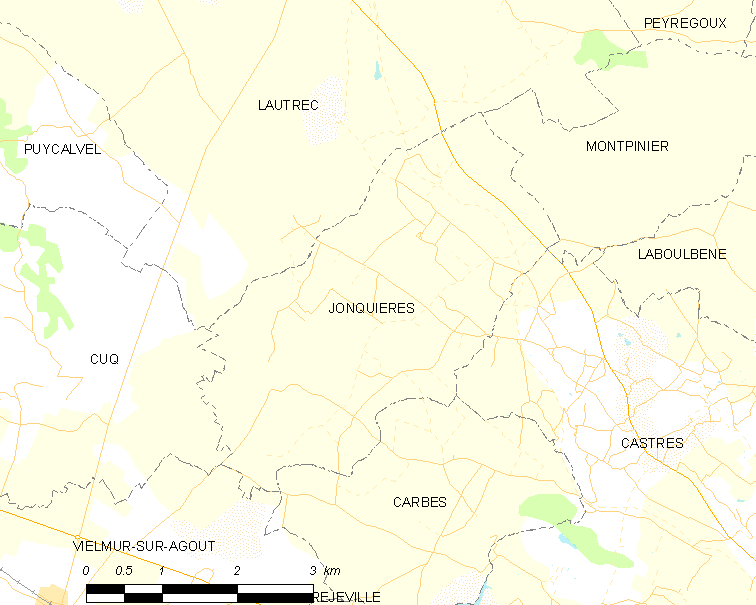
的OSM定位图

容基耶尔的时区为UTC+01:00、UTC+02:00（夏令时）。

## 行政
容基耶尔的邮政编码为81440，INSEE市镇编码为81109。

## 政治
容基耶尔所属的省级选区为阿古平原县。

## 人口

1962-2008年间人口变化图示

容基耶尔于2022年1月1日时的人口数量为443人。